# 大佩赫梅湖
大佩赫梅湖是愛沙尼亞的湖泊，由沃魯縣負責管轄，長1.1公里、寬0.74公里，面積0.46平方公里，海拔高度72.3米，平均水深1.7米，最大水深2.5米，蓄水量78萬立方米。